# Gäddtjärnen (Gåsborns socken, Värmland, 665970-141170)
Gäddtjärnen är en sjö i Filipstads kommun i Värmland och ingår i Göta älvs huvudavrinningsområde.